# 小行星2147
小行星2147（2147 Kharadze）是一颗围绕太阳公转的小行星。1976年10月25日，理察·馬丁·威斯特在拉西拉天文台发现了此天体。
該小行星以喬治亞天文學家葉夫根尼·哈拉澤命名。
这颗小行星的绝对星等为306.89917等。